# Ein roter Teppich für …
Ein roter Teppich für… war eine Unterhaltungsshow des Westdeutschen Rundfunks, die in loser Folge von 2002 bis 2004 von mehreren Moderatoren moderiert worden ist. Diese Sendung wurde meist samstags abends ab 20:15 Uhr 90 Minuten lang gezeigt. Zuletzt moderierte Bernd Stelter die Sendung. Es gab 14 Folgen in insgesamt vier Staffeln. Danach in loser Folge.
Die erste Sendung war am 26. Oktober 2002 der rote Teppich für Heinz Erhardt.

## Sendungen
- Ein roter Teppich... für Heinz Erhardt (Moderation Inka Schneider, 26. Oktober 2002)
- Ein roter Teppich... für Uwe Ochsenknecht (Moderation: Peter Großmann, 2. November 2002)
- Ein roter Teppich... für den deutschen Schlager (Moderation: Jens Riewa, 16. November 2002)
- Ein roter Teppich... für Dirk Bach (Moderation: Britta von Lojewski, 23. November 2002)
- Ein roter Teppich... für Klimbim (Moderation: Alida Gundlach, 14. Dezember 2002)
- Ein roter Teppich... für Brigitte Mira (Moderation: Ingolf Lück, 28. Dezember 2002)
- Ein roter Teppich... für die Millowitschs (Moderation: Bärbel Schäfer, 26. Juli 2003)
- Ein roter Teppich... für Kabarett & Co (Moderation: Bärbel Schäfer, 23. August 2003)
- Ein roter Teppich... für den WDR-Tatort (Moderation: Bärbel Schäfer,  27. Oktober 2003)
- Ein roter Teppich... für Trude Herr (Moderation: Bärbel Schäfer, 25. Oktober 2003)
- Ein roter Teppich... für Hildegard Knef (Moderation: Bärbel Schäfer, 22. November 2003)
- Ein roter Teppich... für Peter Frankenfeld (Moderation: Bärbel Schäfer, 27. Dezember 2003)
- Ein roter Teppich... für Roy Black (Moderation: Bärbel Schäfer, 17. Januar 2004)
- Ein roter Teppich... für Helga Feddersen (Moderation: Bärbel Schäfer, 3. April 2004)
- Ein roter Teppich... für die Kessler-Zwillinge (Moderation: Bärbel Schäfer, 1. Mai 2004)
- Ein roter Teppich... für Diether Krebs (Moderation: Bärbel Schäfer, 7. August 2004)
- Ein roter Teppich... für die Talkshow (Moderation: Bärbel Schäfer, 28. August 2004)
- Ein roter Teppich... für Maria und Margot Hellwig (Moderation: Bärbel Schäfer, 18. September 2004)
- Ein roter Teppich... für Peter, Ted & Rock 'n' Roll (Moderation: Bärbel Schäfer, 30. Oktober 2004)
- Ein roter Teppich... für Hans Süper (Moderation: Bärbel Schäfer, 20. November 2004)
- Ein roter Teppich... für Jean Pütz (Moderation: Bärbel Schäfer und Jürgen Becker, 29. Dezember 2004)

## Inhalt
In der Sendung wurde ein sprichwörtlicher roter Teppich für tote und lebende Personen, Familien, legendäre Fernsehsendungen etc. ausgerollt und über ihr Leben gesprochen. Zuletzt wurde im Januar 2008 der rote Teppich für Bernd Müller ausgerollt.